# 16 Aurigae
Désignations
16 Aurigae (en abrégé 16 Aur) est un système d'étoiles triple de la constellation boréale du Cocher, situé à environ 232 années-lumière de la Terre. Il est visible à l'œil nu avec une magnitude apparente combinée de 4,54, où il apparaît à environ 2/3 du chemin entre Capella et Beta Tauri.

## Environnement stellaire
Le système de 16 Aurigae présente une parallaxe annuelle de 14,04 ± 0,58 mas telle que mesurée par le satellite Hipparcos, ce qui permet d'en déduire qu'il est distant de 232 ± 10 a.l. (∼ 71,1 pc) de la Terre. Il possède un mouvement propre relativement élevé, traversant la sphère céleste à un rythme de 0,166 seconde d'arc par an et il se rapproche du Système solaire à une vitesse radiale héliocentrique de −28 km/s.
L'étoile apparaît être au milieu de l'amas Melotte 31, mais elle n'est qu'un intrus située sur sa ligne de mire.

## Propriétés
La composante primaire, désignée 16 Aurigae A, est une binaire spectroscopique à raies simples, dont les deux étoiles complètement une orbite selon une période de 1,19 an et avec une excentricité de 0,12. Son étoile visible est une étoile géante rouge vieillissante de type spectral K2,5 IIIb CN-0,5, parfois juste donné sous la forme K3 III. La notation « CN-0,5 » du premier indique que son spectre présente des raies inhabituellement faibles de CN.
L'étoile est estimée être âgée de cinq milliards d'années et sa masse est 1,30 fois supérieure à celle du Soleil. Son rayon est 18,8 fois plus grand que le rayon solaire, elle est 112 fois plus lumineuse que le Soleil et sa température de surface est de 4 264 K.
La troisième composante du système, désignée 16 Aurigae B, est une étoile de magnitude 10,6 située à une distance angulaire de 4,2 secondes d'arc. Elle montre un mouvement propre commun avec 16 Aurigae A et de ce fait elle est probablement membre du système.